# Horachte
Horachte (Re-Horachte) – połączenie jednego z naczelnych bogów, boga Ra z Horachte, czyli Horusem w jego solarnym (słonecznym) aspekcie. W czasach reformy Echnatona imię Re-Horachte występuje jako element oficjalnego opisowego tytułu jedynego boga Atona, często skracanego do formy Ra-Horus-Aton.
| H | r | a | h | t |

Imię boga w zapisie hieroglificznym   